# Остон Метьюс
Остон Метьюс (англ. Auston Matthews, нар. 17 вересня 1997, Сан-Рамон) — американський хокеїст, центральний нападник клубу НХЛ «Торонто Мейпл-Ліфс». Гравець збірної команди США.

## Клубна кар'єра
Хокейну кар'єру розпочав ще на юніорському рівні в 2013 році потрапивши до системи з розвитку юніорського хокею США. Досить швидко юнак став зіркою юніорської національної збірної США, до слова його тренером в цей час був українець Борис Дороженко.
У дев'ятнадцятирічному віці Остон змінює Північну Америку на Швейцарії, де приєднується до клубу «ЦСК Лайонс» у складі якого проводить лише один сезон і за цей час він стає володарем Кубку Швейцарії набравши два очки (дві результативні передачі) у переможному фінальному матчі 4–1 над «Лозанною». А навесні в серії плей-оф разом з командою поступається майбутньому чемпіону Швейцарії СК «Берн».
2016 року був обраний на драфті НХЛ під 1-м загальним номером командою «Торонто Мейпл-Ліфс».
Влітку 2016 Метьюс повертається до «Торонто Мейпл-Ліфс». Вже під час регулярного чемпіонату НХЛ він стає одним із лідерів і «Мейпл-Ліфс» та встановлює нову планку для новачків «Торонто» перевершивши рекорд Вендела Кларка за кількістю закинутих шайб 35, а загалом по результатам регулярної першості в його активі вже було 40 закинутих шайб.
Сезон 2017/18 також став вдалим для молодого нападника. Ще до кінця 2017 року він набирає 100 очок в регулярних чемпіонатах, а от в плей-оф його клубу не пощастило, вони програли «Бостон Брюїнс», а сам Остон набрав лише два очка (1+1) в семи матчах.
Сезон 2018/19 Метьюс розпочав з побиття рекорду Вейна Грецкі набравши 12 очок в п'яти матчах. 27 жовтня 2018  в матчі проти «Вінніпег Джетс» Остон отримав травму плеча та пропустив 14 наступних матчів «Мейпл-Ліфс». 27 грудня 2018 його обирають капітаном Атлантичного дивізіону в матчі всіх зірок НХЛ. 5 лютого 2019 укладає п'ятирічний контракт з «Торонто Мейпл-Ліфс» на суму $11.634 мільйонів доларів. Пізніше він закидає свою 100-ту і 101-шу шайби за клуб ставши третім гравцем «Ліфс» за всю історію клубу. Остон став першим гравцем команди який закидає 30 шайб три сезони поспіль.
На початку сезону 2019/20 Метьюс став альтернативним капітаном «кленових». 3 жовтня 2019 в стартовому матчі проти «Оттава Сенаторс» Остон зробив дубль, ставши четвертим гравцем в історії НХЛ, який забивав у кожному з перших стартових матчів чотирьох сезонів поспіль.
У наступному сезоні Остон став володарем Трофею Моріса Рішара маючи в активі за підсумками регулярного сезону 66 очок. У плей-оф Кубка Стенлі торонтівці поступились в серії «Монреаль Канадієнс» 4–3.
Метьюс через травму проспустив перші три гри сезону 2021/22. Він досить повільно набирав форму але зрештою за підсумками чемпіонату обійшов Леона Драйзайтля. 4 квітня 2022 став автором сьомого хет-трику відзначившись в матчі проти «Тампа-Бей Лайтнінг». Через десять днів 14 квітня Метьюс набрав 100 очко в регулярному чемпіонаті. 26 квітня американець став першим гравцем «кленових» який закинув 60 шайб за сезон. У плей-оф Кубка Стенлі попри непогані результати Остона, як лідера команди «кленові» поступились «Тампа-Бей Лайтнінг» 4–2. 21 червня за підсумками голосувань Остон став володарем Пам'ятного трофею Гарта та Нагороди Теда Ліндсея.
3 січня 2023 року Метьюс набрав 500-е очко за кар’єру в грі проти «Сент-Луїс Блюз». У плей-оф 2023 року «кленові» здолали бар'єр «Тампа-Бей Лайтнінг» перегравши в серії 4–2 але в наступному поступились «Флорида Пантерс» 4–1.
23 серпня 2023 Метьюс підписав чотирирічний контракт з «Торонто Мейпл-Ліфс». У перших двох стартових матчах нового сезону Остон двічі відзначився хет-триками, спочатку в матчі проти «Монреаль Канадієнс» 6–5, а наступного дня проти «Міннесота Вайлд» 7–4. Згодом Остона обрали одним із чотирьох капітанів на матч всіх зірок НХЛ 2024. 30 березня 2024 року він став дев'ятим гравцем в історії НХЛ, який вдруге досяг 60 голів за сезон. 6 квітня 2024 канадець записав до активу 100-е очко в сезоні, такого результату Метьюс досяг вдруге в кар'єрі. По завершенні сезону він втретє став володарем Трофею Моріса Рішара.
14 серпня 2024 року Остон став капітаном «кленових» замінивши Джона Тавареса. Метьюс перший американець, який став капітаном команди «Торонто Мейпл-Ліфс».

## На рівні збірних
У складі юніорської збірної США ставав двічі чемпіоном світу, а також перемагав на юніорському турнірі в Канаді.
Був гравцем молодіжної збірної США, у складі якої брав участь у 32 іграх, а також здобув бронзову медаль на чемпіонаті світу 2016.
2016 року дебютував у складі національної збірної на чемпіонаті світу 2016 року.
У складі збірної Північної Америки брав участь в Кубку світу 2016.

## Нагороди та досягнення
- Учасник матчу усіх зірок НХЛ — 2017, 2018, 2019, 2020, 2022, 2023, 2024.
- Трофей Моріса Рішара — 2021, 2022, 2024.
- Пам'ятний трофей Колдера — 2017.
- Молодіжна команда всіх зірок — 2017.
- Друга команда всіх зірок НХЛ — 2021.
- Перша команда всіх зірок НХЛ — 2022.
- Пам'ятний трофей Гарта — 2022.
- Нагорода Теда Ліндсея — 2022.

## Статистика

### Клубні виступи
| 2013–14      | США                  | ХЛСШ         | 20  | 10  | 10  | 20  | 4   | —  | —  | —  | —  | —  |
| 2014–15      | США                  | ХЛСШ         | 24  | 20  | 28  | 48  | 10  | —  | —  | —  | —  | —  |
| 2015–16      | «ЦСК Лайонс»         | НЛА          | 36  | 24  | 22  | 46  | 6   | 4  | 0  | 3  | 3  | 2  |
| 2016–17      | «Торонто Мейпл-Ліфс» | НХЛ          | 82  | 40  | 29  | 69  | 14  | 6  | 4  | 1  | 5  | 0  |
| 2017–18      | «Торонто Мейпл-Ліфс» | НХЛ          | 62  | 34  | 29  | 63  | 12  | 7  | 1  | 1  | 2  | 0  |
| 2018–19      | «Торонто Мейпл-Ліфс» | НХЛ          | 68  | 37  | 36  | 73  | 12  | 7  | 5  | 1  | 6  | 2  |
| 2019–20      | «Торонто Мейпл-Ліфс» | НХЛ          | 70  | 47  | 33  | 80  | 8   | 5  | 2  | 4  | 6  | 0  |
| 2020–21      | «Торонто Мейпл-Ліфс» | НХЛ          | 52  | 41  | 25  | 66  | 10  | 7  | 1  | 4  | 5  | 0  |
| 2021–22      | «Торонто Мейпл-Ліфс» | НХЛ          | 73  | 60  | 46  | 106 | 18  | 7  | 4  | 5  | 9  | 0  |
| 2022–23      | «Торонто Мейпл-Ліфс» | НХЛ          | 74  | 40  | 45  | 85  | 20  | 11 | 5  | 6  | 11 | 7  |
| 2023–24      | «Торонто Мейпл-Ліфс» | НХЛ          | 81  | 69  | 38  | 107 | 20  | 5  | 1  | 3  | 4  | 2  |
| Усього в НХЛ | Усього в НХЛ         | Усього в НХЛ | 562 | 368 | 281 | 649 | 114 | 55 | 23 | 25 | 48 | 11 |

### Збірна
| Рік                | Команда            | Турнір             | Місце              |    | І  | Г  | П  | О  | ШХ |
| ------------------ | ------------------ | ------------------ | ------------------ | -- | -- | -- | -- | -- | -- |
| 2014               | США                | U17                | 1                  | 6  | 4  | 4  | 8  | 8  |    |
| 2014               | США                | ЮЧС18              | 1                  | 7  | 5  | 2  | 7  | 4  |    |
| 2015               | США                | ЮЧС18              | 1                  | 7  | 8  | 7  | 15 | 0  |    |
| 2015               | США                | МЧС                | 5-е                | 5  | 1  | 2  | 3  | 4  |    |
| 2016               | США                | МЧС                | 3                  | 7  | 7  | 4  | 11 | 2  |    |
| 2016               | США                | ЧС                 | 4-е                | 10 | 6  | 3  | 9  | 2  |    |
| 2016               | Північна Америка   | КС                 | 5-е                | 3  | 2  | 1  | 3  | 0  |    |
| Молодіжна збірна   | Молодіжна збірна   | Молодіжна збірна   | Молодіжна збірна   | 32 | 25 | 19 | 44 | 18 |    |
| Національна збірна | Національна збірна | Національна збірна | Національна збірна | 13 | 8  | 4  | 12 | 2  |    |